# Àudio de banda ampla
L'àudio de banda ampla, també conegut com a veu de banda ampla o veu HD, és una qualitat de veu d'alta definició per a l'àudio de telefonia, en contrast amb la "qualitat de peatge" estàndard de telefonia digital. Amplia el rang de freqüències dels senyals d'àudio transmesos a través de línies telefòniques, donant com a resultat una parla de més qualitat. L'abast de la veu humana s'estén des de 100 Hz a 17 kHz però les trucades telefòniques tradicionals, de banda de veu o de banda estreta limiten les freqüències d'àudio al rang de 300 Hz a 3,4 kHz. L'àudio de banda ampla relaxa la limitació de l'ample de banda i es transmet en el rang de freqüència d'àudio de 50 Hz a 7 kHz. A més, alguns còdecs de banda ampla poden utilitzar una profunditat de bits d'àudio més alta de 16 bits per codificar mostres, la qual cosa també resulta en una qualitat de veu molt millor.
Els còdecs de banda ampla tenen una freqüència de mostreig típica de 16 kHz. Per als còdecs de banda superampla, el valor típic és 32 kHz.
Bandes d'àudio en telefonia:

## Història
El 1987, la Unió Internacional de Telecomunicacions (ITU) va estandarditzar una versió d'àudio de banda ampla coneguda com G.722. Les emissores de ràdio van començar a utilitzar G.722 a través de la xarxa digital de serveis integrats (RDSI) per proporcionar àudio d'alta qualitat per a emissions remotes, com ara comentaris des de llocs esportius. AMR-WB (G.722.2) va ser desenvolupat per Nokia i VoiceAge i va ser especificat per primera vegada per 3GPP.
La xarxa telefònica tradicional (PSTN) es limita generalment a l'àudio de banda estreta per la naturalesa intrínseca de la seva tecnologia de transmissió, TDM (time-division multiplexing) i pels convertidors analògic-digital utilitzats a la vora de la xarxa, així com per els altaveus, micròfons i altres elements dels mateixos punts finals.

## Estàndards de codificació d'àudio de banda ampla
Els següents són estàndards de codificació d'àudio de banda ampla i còdecs d'àudio utilitzats en telecomunicacions.

### ITU-T
| Curs | Estàndard de codificació d'àudio de banda ampla | Algorisme de codificació de veu de banda ampla |
| ---- | ----------------------------------------------- | ---------------------------------------------- |
| 1988 | G.722                                           | SB-ADPCM                                       |
| 1999 | G.722.1 (Siren7)                                | MDCT                                           |
| 2003 | G.722.2 (banda ampla adaptativa multitaxa)      | ACELP                                          |
| 2006 | G.729.1                                         | MDCT                                           |
| 2008 | G.711.1                                         | MDCT                                           |
| 2008 | G.718                                           | MDCT                                           |